# Hybanthus vernonii
Hybanthus vernonii es una especie de arbusto `perteneciente a la familia Violaceae. Se encuentra en el este de Australia en los bosques secos de eucaliptos, 
a menudo, en la piedra arenisca o suelos de granito.

## Descripción
Es una hierba perennifolia que alcanza un tamaño de 1 m de altura, glabra o escabrosa. Las hojas con lámina en su mayoría lanceoladas, las hojas superiores a veces lineales, de 0.5-4.5 cm de largo, los márgenes recurvados; con estípulas lineares, de 0,5 mm de largo. Las flores solitarias. Sépalos de 1.5-5 mm de largo, de color verde o malva. El pétalo inferior oval, de 9-13 mm de largo, los pétalos laterales de 1.5-3 mm de largo, los pétalos superiores estrecho-oblongos. El fruto es una cápsula de 6-8 mm de largo, con 3-6 semillas.

## Taxonomía
Hybanthus vernonii fue descrita por (F.Muell.) F.Muell. y publicado en Nat. Pl. Victoria 1: 45, en el año 1879.
Variedades
- Hybanthus vernonii vernonii
- Hybanthus vernonii scaber

sinonimia
- Calceolaria vernonii Kuntze
- Ionidium vernonii F.Muell.[3]